# Ekspatriacja
Ekspatriacja – opuszczenie kraju ojczystego. Określenie stosowane jest zarówno do dobrowolnego opuszczenia ojczyzny, jak i przymusowego wydalenia, także w połączeniu z utratą obywatelstwa; wygnanie, banicja. Etymologicznie termin wywodzi się ze średniowiecznej łaciny: expatriare – „opuszczać ojczyznę” (ex oznacza „z”, a patriā „ojczyzna”).

## Współczesna ekspatriacja ekonomiczna
Skrócona wersja „ekspat”, ew. „expat” jest używana na określenie wysokiej klasy specjalisty, który podążając za zatrudnieniem opuszcza ojczyznę. Na skutek globalizacji i znacznego obniżenia kosztów podróży międzykontynentalnych ekspatriacja została w drugiej połowie XX wieku zdominowana przez migracje zarobkowe. Dotyczyła głównie specjalistów wysoko wykwalifikowanych. Powstał nowy segment rynku pracy, bowiem pracownicy dużych firm coraz częściej byli wysyłani do zagranicznych oddziałów bądź podległych spółek. Rozpoczęły się procesy rekrutacyjne, które zakładały migracje na skalę światową.
Trend opuszczania własnego kraju ojczystego w celach zarobkowych ma odmienne oddziaływanie kulturowe niż wcześniejsza tradycyjna ekspatriacja, podczas której ekspatrianci integrowali się wyłącznie z elitą danego kraju. Współcześni ekspatrianci, zwykle zatrudniani w międzynarodowych korporacjach, współtworzą nową, globalną klasę średnią, w której następują już większe wzajemne wpływy kulturowe.

## Statystyka
Wśród krajów OECD najwyższy odsetek ekspatów odnotowuje Wielka Brytania (3 mln obywateli poza granicami własnego kraju). Kolejne miejsca w rankingu zajmują Niemcy i Włochy. Z kolei liczba ekspatriantów mieszkających w Wielkiej Brytanii jest od 10 lat stała i utrzymuje się na poziomie około 400 000 osób.